# Philippe Guiougou
Philippe Guiougou (Baie-Mahault, 8 giugno 1973) è un vescovo cattolico francese, nativo di Guadalupa, dal 3 aprile 2023 vescovo di Basse-Terre.

## Biografia
È nato a Baie-Mahault, capoluogo dell'omonimo cantone nella diocesi di Basse-Terre, l'8 giugno 1973. 
Più giovane di otto figli, è cresciuto a Cour Fleurett e, all'età di 22 anni, dopo aver ottenuto un diploma in informatica industriale, nel 1995 si è trasferito nella Francia metropolitana.

### Formazione e ministero presbiterale
Formatosi presso il Séminaire Saint-Sulpice in Issy-les-Moulineaux dal 1998 al 2003, ha conseguito il baccalaureato in teologia.
Il 27 giugno 2004 è stato ordinato presbitero per la diocesi di Saint-Denis.
Dopo l'ordinazione sacerdotale è stato vicario parrocchiale presso le parrocchie di Christ Resussité, di Saint Louis e di Saint Pierre in Bondy, dal 2004 al 2012. È stato poi accompagnatore della pastorale giovanile della diocesi di Saint-Denis dal 2007 al 2012, vicario episcopale diocesano per la pastorale giovanile e membro del consiglio episcopale della diocesi di Saint-Denis dal 2010 al 2019. Dal 2012 al 2018 è stato parroco presso la parrocchie di Notre-Dame de Bon Secours e di Saint-André e Tous les Saints in Bobigny.
Ha approfondito la propria formazione teologica presso il centro Sèvres in Parigi dal 2018 al 2019. Successivamente, fino alla nomina episcopale, è stato, dal 2019, vicario generale e, dal 2020, moderatore dell'unità pastorale di Saint-Denis.

### Ministero episcopale
Il 3 aprile 2023 papa Francesco lo ha nominato vescovo di Basse-Terre; è succeduto a Jean-Yves Riocreux, precedentemente dimessosi per raggiunti limiti di età. Il 9 luglio seguente ha ricevuto l'ordinazione episcopale da David Macaire, arcivescovo metropolita di Fort-de-France ed amministratore apostolico di Basse-Terre. Durante la stessa celebrazione ha preso possesso della diocesi.

## Genealogia episcopale
La genealogia episcopale è:
- Cardinale Scipione Rebiba
- Cardinale Giulio Antonio Santori
- Cardinale Girolamo Bernerio, O.P.
- Arcivescovo Galeazzo Sanvitale
- Cardinale Ludovico Ludovisi
- Cardinale Luigi Caetani
- Cardinale Ulderico Carpegna
- Cardinale Paluzzo Paluzzi Altieri degli Albertoni
- Papa Benedetto XIII
- Papa Benedetto XIV
- Papa Clemente XIII
- Cardinale Marcantonio Colonna
- Cardinale Giacinto Sigismondo Gerdil, B.
- Cardinale Giulio Maria della Somaglia
- Cardinale Carlo Odescalchi, S.I.
- Cardinale Costantino Patrizi Naro
- Cardinale Lucido Maria Parocchi
- Papa Pio X
- Cardinale Gaetano De Lai
- Cardinale Raffaele Carlo Rossi, O.C.D.
- Cardinale Amleto Giovanni Cicognani
- Arcivescovo Luigi Barbarito
- Arcivescovo François Gayot, S.M.M.
- Arcivescovo Hubert Constant, O.M.I.
- Cardinale Chibly Langlois
- Arcivescovo David Macaire, O.P.
- Vescovo Philippe Guiougou